# Тольве
Тольве (итал. Tolve) — коммуна в Италии, расположена в регионе Базиликата, подчиняется административному центру Потенца.
Население составляет 3617 человек, плотность населения составляет 28 чел./км². Занимает площадь 127 км². Почтовый индекс — 85017. Телефонный код — 0971.
Покровителем населённого пункта считается San Rocco. Праздник ежегодно празднуется 16 августа — 16 сентября.